# Projeto de Mapeamento de Sítios e Monumentos Religiosos Negros da Bahia
Projeto de Mapeamento de Sítios e Monumentos Religiosos Negros da Bahia (MAMNBA) foi uma ação governamental brasileira sobre templos de religiões afro-brasileiras situados em Salvador. O projeto foi executado a partir de convênio celebrado entre Fundação Nacional Pró-Memória (FNPM) e a Prefeitura Municipal de Salvador e coordenado pelos antropólogos Ordep Serra e Olympio Serra, da Universidade Federal da Bahia (UFBA). Realizado entre os anos de 1982 e 1987, produziu o levantamento de cerca de duas mil sedes de cultos afro-brasileiros na cidade de Salvador. Ainda que o levantamento produzido não tenha sido decorrente de pesquisa individualizada de cada uma das sedes, o projeto dimensionou a numerosa quantidade na capital baiana e possibilitou o tombamento pelo Instituto do Patrimônio Histórico e Artístico Nacional de alguns templos soteropolitanos, como a Casa Branca do Engenho Velho.